# Convoi HX 3
Le convoi HX 3 est un convoi passant dans l'Atlantique nord, pendant la Seconde Guerre mondiale. Il part de Halifax au Canada le 30 septembre 1939 pour différents ports du Royaume-Uni et de la France. Il arrive à Liverpool le 14 octobre 1939.

## Composition du convoi
Ce convoi est constitué de 20 cargos :
- Royaume-Uni : 20 cargos

4 autres cargos sont partis la veille car ils sont plus lents. Il forme le cargo HXS 3 (S pour slow : lent). Le convoi principal est censé les rattraper en cours de route.

## L'escorte
Ce convoi est escorté en début de parcours par :
- les destroyers canadiens : NCSM St. Laurent et HMCS Fraser (en)
- le croiseur lourd britannique : HMS Berwick

## Le voyage
Le 1er octobre, le HMCS Fraser fait demi tour suivi du reste de l'escorte le lendemain. Le 13 et 14 octobre, une activité sous marine ennemie est signalée mais le convoi n'est pas inquiété. À l'arrivée, le convoi est escorté par les destroyers britanniques : HMS Ardent et HMS Acasta.